# Archie Stark
Archibald (Archie) McPherson Stark (Glasgow, 21 december 1897 – Kearny, 27 mei 1985) was een Schots en Amerikaans voetballer.
In zijn carrière speelde hij bij verschillende clubs in de Verenigde Staten. In het seizoen 1923/24 en 1924/25 werd hij topscorer in de American Soccer League.

## Prijzen

### TopscorerAmerican Soccer League
- Winnaar (3): 1923/24 (21), 1924/25 (67), 1933/34 (22)